# Ratusz Nowego Miasta we Wrocławiu
Ratusz Nowego Miasta we Wrocławiu (niem. Das Rathaus der Neustadt (Breslau)) – dawna siedziba władz miejskich Nowego Miasta we Wrocławiu, która znajdowała się u zbiegu ul. Modrzewskiego i dawnej ul. Polskiej.
Ratusz wzniesiony został w 1518 r. jako budynek dwukondygnacyjny, przebudowany po porzuceniu budynku sądu Nowego Miasta. W XVI w. dobudowano trzecią kondygnację i trzy piętra poddasza, dostosowując budynek do funkcji domu czynszowego. W 1876 r. dawny ratusz został rozebrany, a w jego miejscu wzniesiono kamienicę czynszową.